# Ступінь полімеризації
Ступінь полімеризації — це кількість мономерних ланок у молекулі полімеру або олігомеру. В хімічних формулах його позначають індексом n, наприклад: -(CH2-CH2)n. Для гомополімерів ступінь полімеризації можна обчислити, поділивши молекулярну масу полімеру на молекулярну масу мономерної ланки.
Ступінь полімеризації більшості синтетичних речовин, що використовуються у промисловості, становить близько n≈102—104. А для найдовшого із відомих природних полімерів — молекули ДНК — він може сягати n≈109—1010.